# Peniophora trigonosperma
Peniophora trigonosperma är en svampart som beskrevs av Boidin, Lanq. & Gilles 1983. Peniophora trigonosperma ingår i släktet Peniophora och familjen Peniophoraceae.   Inga underarter finns listade i Catalogue of Life.